# Anton Eiselsberg
Anton von Eiselsberg (ur. 31 lipca 1860 w Steinhaus, zm. 25 października 1939 w St. Valentin) – austriacki lekarz, chirurg. 

## Życiorys
Syn austriackiego polityka Guido von Eiselsberga  i Antonii Cesenatico.
W 1884 uzyskał tytuł doktora medycyny w Wiedniu, gdzie był uczniem i asystentem Theodora Billrotha, w 1890  habilitował się w Wiedniu. Profesor chirurgii od 1893 w Utrechcie, 1896 w Królewcu, od 1901 do 1931 kierownik I Uniwersyteckiej Kliniki Chirurgicznej w Wiedniu. W 1892 dokonał pierwszej próby przeszczepienia tkanki przytarczyc. Podczas I wojny światowej służył jako admirał lekarz sztabowy w Kaiserliche und Königliche Kriegsmarine, podróżował po Europie, od Półwyspu Bałkańskiego po front wschodni nadzorując szpitale polowe i przeprowadzając operacje chirurgiczne. Został odznaczony drugim Medalem Listera w 1927 za wkład w nauki chirurgiczne. W 1937 odebrał doktorat honoris causa Uniwersytetu Wiedeńskiego25 października 1939 zginął w wypadku kolejowym w Dolnej Austrii, pociąg ekspresowy do Wiednia wykoleił się na stacji St. Valentin. Eiselsberg zginął na miejscu wypadku. 